# Валедолмо
Валедолмо (итал. Valledolmo) је насеље у Италији у округу Палермо, региону Сицилија.
Према процени из 2011. у насељу је живело 3747 становника. Насеље се налази на надморској висини од 750 м.

## Становништво
| 1931. | 1936. | 1951. | 1961. | 1971. | 1981. | 1991. | 2001. | 2011. |
| ----- | ----- | ----- | ----- | ----- | ----- | ----- | ----- | ----- |
| 6.177 | 6.873 | 8.074 | 7.071 | 5.544 | 5.073 | 4.689 | 4.147 | 3.747 |